# Высокое (Смоленский район)
Высо́кое — деревня в Смоленском районе Смоленской области России. Входит в состав Козинского сельского поселения. Население — 129 жителей (2010 год).
Расположена в западной части области в 6 км к юго-востоку от Смоленска, в 8 км восточнее автодороги А141 Орёл — Витебск, на берегу реки Днепр. В 2 км севернее деревни расположена железнодорожная станция Соколья Гора на линии Смоленск — Рославль.

## История
В годы Великой Отечественной войны деревня была оккупирована гитлеровскими войсками в июле 1941 года, освобождена в сентябре 1943 года.